# Didier Patalin
Didier Patalin (* 5. Dezember 1967 in Paris) ist ein ehemaliger französischer Fußballspieler.

## Karriere
Didier Patalin wechselte 1988 vom unterklassigen Verein RC Ancenis aus der westfranzösischen Stadt Ancenis zum Zweitligisten Cercle Dijon. Dort kam er in der ersten Saison zu vier Einsätzen. Er wurde in den folgenden Jahren häufiger eingesetzt, konnte aber nicht zur Stammkraft werden und wechselte 1991 zum Ligakonkurrenten US Orléans. Nach einer Saison in Orléans ging er zum ebenfalls in der zweiten Liga antretenden FC Mulhouse, wo er zur Stammkraft wurde. 1994 verließ er den Klub jedoch in Richtung des damals unterklassigen Vereins FC Vannes. Im folgenden Jahr unterschrieb er erneut in der zweiten Liga bei der USL Dunkerque. Mit ihr stieg er allerdings 1996 in die dritte Liga ab. Danach spielte er beim ebenfalls unterklassigen FC Bourges. Von 1998 bis 1999 war seine Saison beim VfR Mannheim die einzige Auslandserfahrung in seiner Karriere. Danach spielte er noch ein Jahr bei der mittlerweile viertklassigen USL Dunkerque, ehe er 2000 seine Karriere beendete. Insgesamt bestritt er in seiner Karriere 145 Zweitligaspiele in Frankreich (2 Tore), kam aber zu keinem Erstliga-Einsatz.